# 小大君

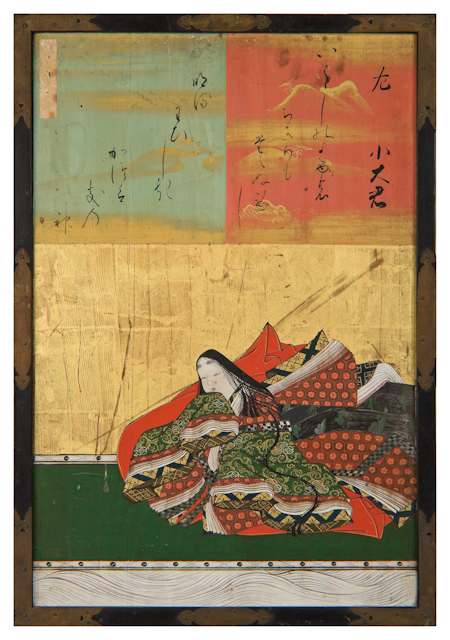
三十六歌仙額 狩野尚信繪

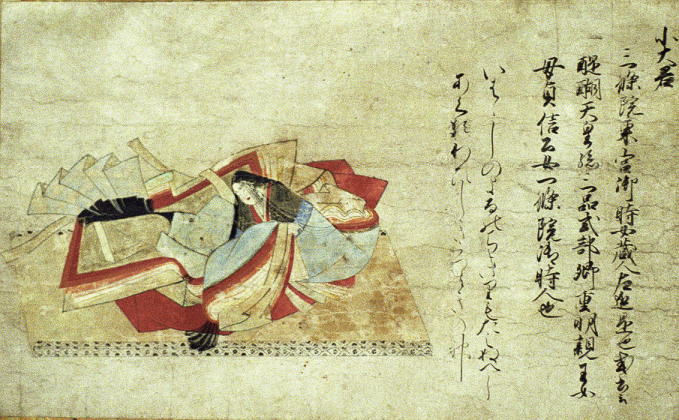
上疊本　歌仙繪

小大君（日语：／ Koōkimi），生沒年不詳，日本平安時代中期女性和歌歌人，三十六歌仙、女房三十六歌仙。

## 生平
其出身、父母系譜不明。她最初出仕成為圓融天皇中宮藤原媓子的女房。後來於居貞親王（日後的三條天皇）仍在東宮時擔任下級女房女藏人一職，故又被稱為東宮左近、三條院女藏人左近。她與藤原朝光是戀人關係，和歌人馬內侍份屬友好，與平兼盛、藤原實方等皆有和歌贈答往還。

## 作品
她的作品收錄於家集《小大君集》。而其收入《拾遺和歌集》以降各敕撰和歌集的作品共計有21首。其中一首更成為《後拾遺和歌集》的卷首之歌。
|  | -{ いかに寝て 起くるあしたに いふことぞ 昨日をこぞと 今日をことしと}- |

小大君的作品，在流傳的過程中和另一位女歌人小野小町的和歌有互相混淆的情況。例如《小大君集》當中有和歌與《小町集》重複；另外《小町集》中有2首和歌在歷史小說《榮花物語》中記載為小大君之作。